# Tempesta (Giorgione)

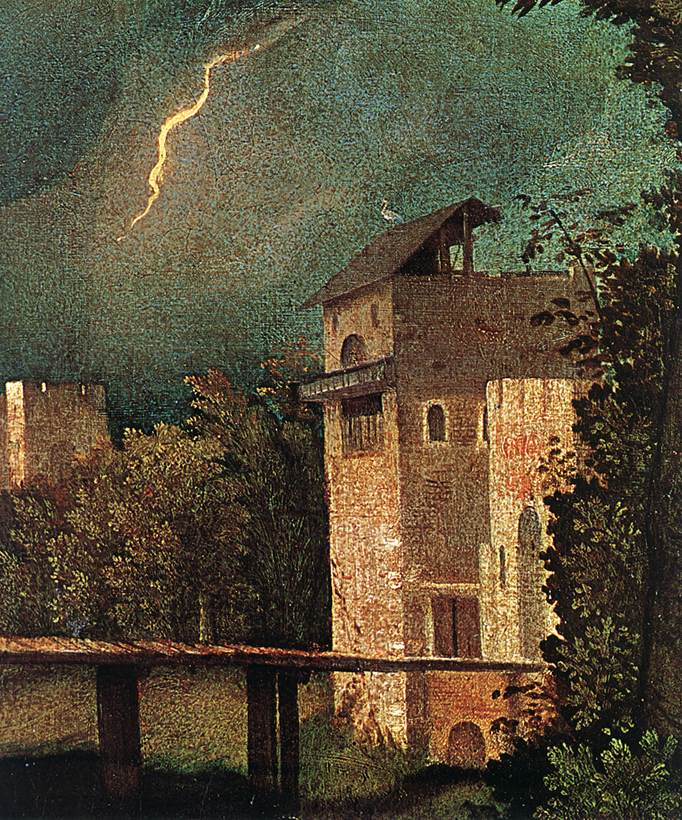
Dettaglio

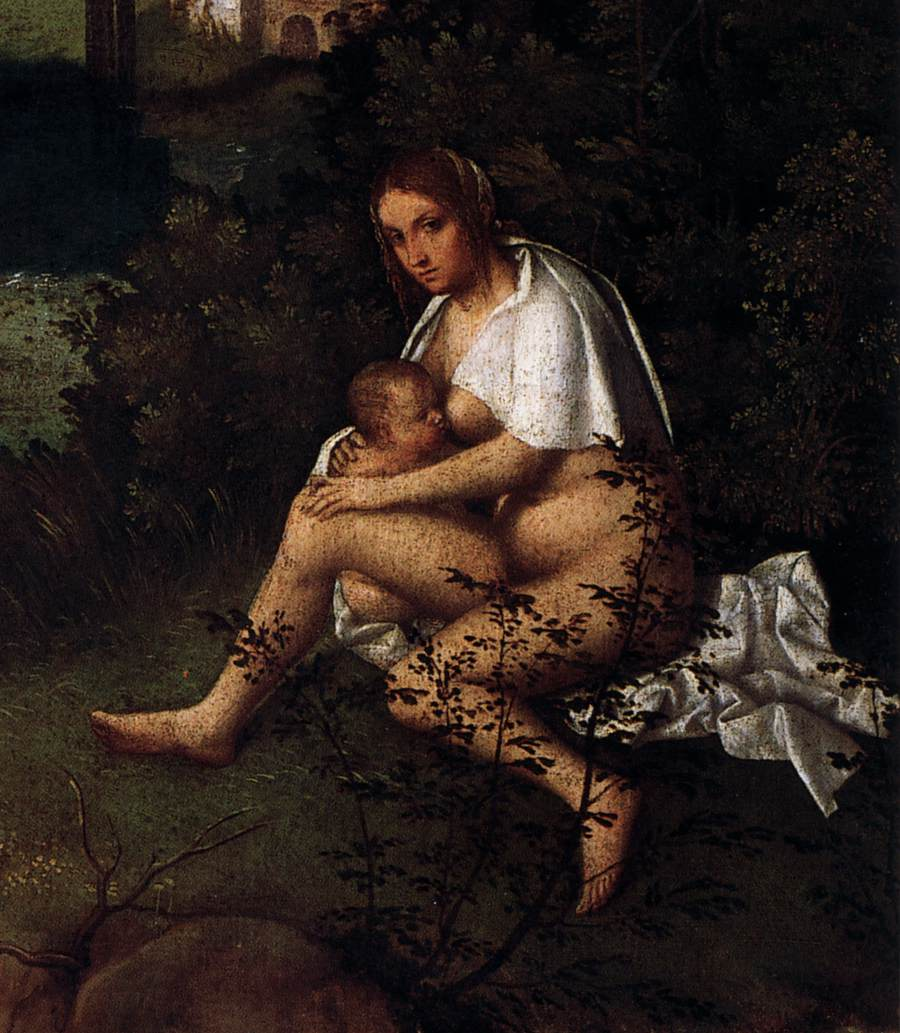
Dettaglio

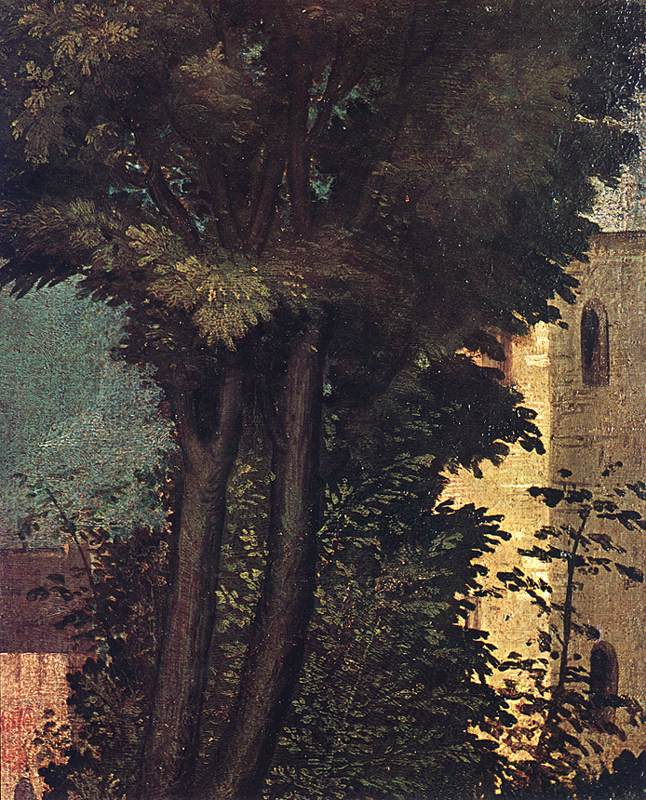
Dettaglio

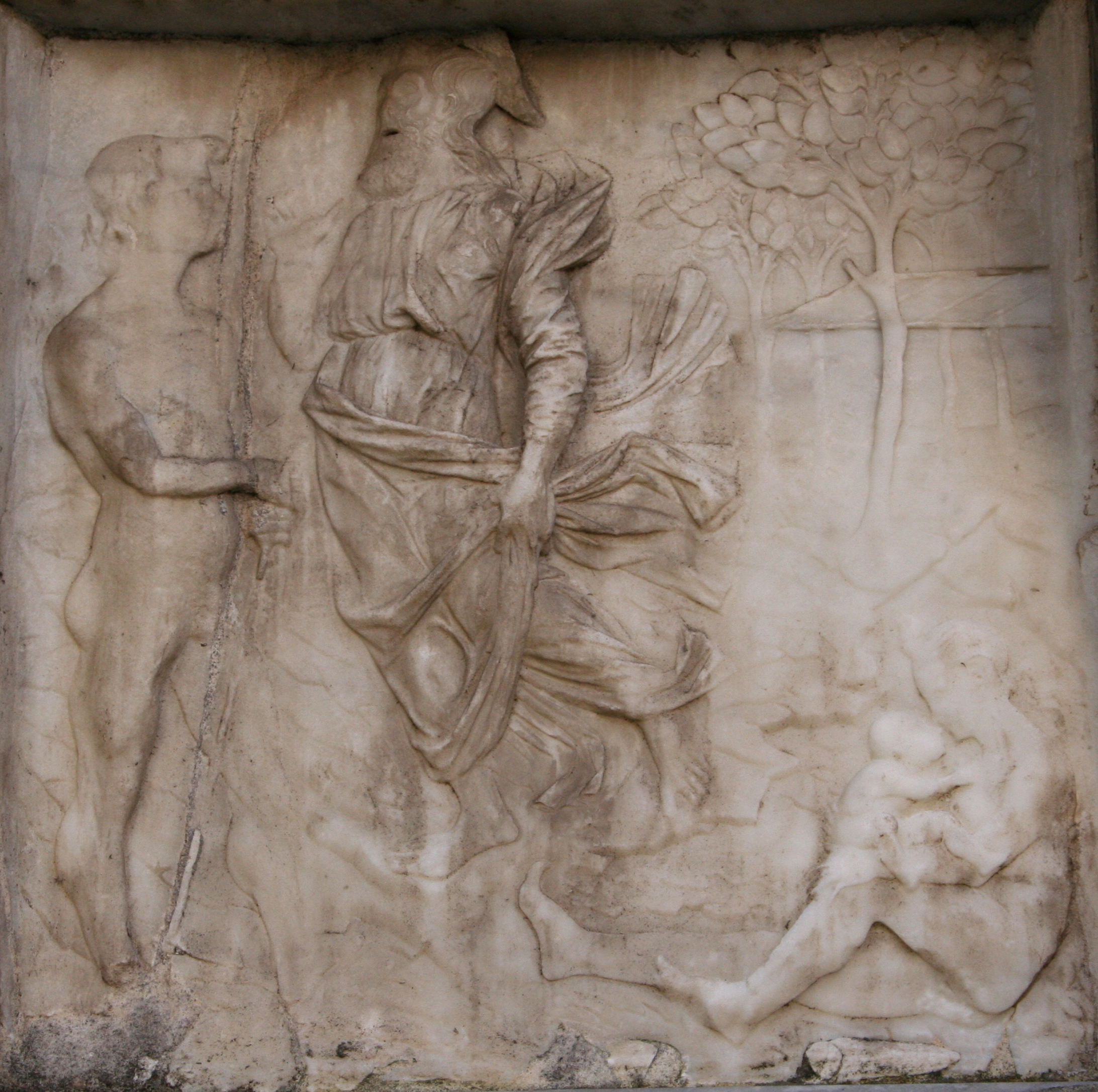
Il rilievo dell'Amadeo alla Cappella Colleoni

Tempesta è un dipinto a tempera a uovo e olio di noce (82x73 cm) di Giorgione, databile intorno al 1506 e il 1508, conservato nelle Gallerie dell'Accademia a Venezia. Celeberrimo capolavoro, si tratta di un appassionato omaggio alla magia della natura, oggetto di innumerevoli, e ancora non definitive, ipotesi interpretative e letture.

## Storia
L'opera è citata nel 1530 da Marcantonio Michiel, che parlò di un «paesetto in tela con la tempesta con la cingana e il soldato, fu de man de Zorzi de Castelfranco» nell'abitazione di Gabriele Vendramin, che probabilmente ne era stato il committente. Si tratta di un semplice appunto che Michiel avrebbe poi voluto sviluppare in un trattato, sulle Vite de' pittori e scultori moderni, prima di essere preceduto dal Vasari.
Alla morte del Vendramin, il suo testamento (aggiunta del 15 marzo 1522) chiarisce in quanto conto egli tenesse la raccolta privata di dipinti del suo camerino: «molte picture a ogio et a guazo in tavole et tele, tute de man de excelentissimi homeni, da pretio et da farne gran conto». Si raccomandò quindi agli eredi di non alienare né smembrare per alcuna ragione la raccolta.
Dopo vari passaggi di proprietà, nel 1932 il Comune di Venezia lo acquisì dal principe Giovannelli. A partire dal XIX secolo l'opera è divenuta oggetto di innumerevoli tentativi di interpretazione, dispute tra gli studiosi e saggi critici

## Descrizione e stile
L'opera è stata definita come il primo paesaggio della storia dell'arte occidentale, anche se tale affermazione non tiene conto di disegni (come il Paesaggio con fiume di Leonardo, 1473) o acquerelli (come quelli di Dürer, databili fin dagli anni novanta del Quattrocento). Non è nemmeno detto che il paesaggio sia realmente il soggetto del dipinto, poiché vi compaiono tre figure in primo piano, che probabilmente alludono ad un significato allegorico o filosofico che è il reale soggetto della tela e che non è ancora stato convincentemente spiegato dagli studiosi. Il dipinto potrebbe racchiudere delle immagini "senza soggetto", nate dalla fantasia dell'autore senza suggerimenti esterni, quali espressioni dello stato d'animo.
In primo piano, sulla destra, una donna seminuda che allatta un bambino (la "cingana" o "zingana" cioè la gitana o zingara), mentre a sinistra un uomo in piedi li guarda, appoggiato a un'asta (il "soldato"); tra le due figure sono rappresentate alcune rovine. I personaggi sono assorti, non c'è dialogo fra loro e sono divisi da un ruscelletto.
Sullo sfondo, invece, si nota un fiume che costeggia una città passando sotto un ponte, che sta per essere investito da un temporale: un fulmine, infatti, balena da una delle dense nubi che occupano il cielo.
Da un punto di vista stilistico, in quest'opera Giorgione rinunciò alla minuzia descrittiva dei primi dipinti (come la Prova di Mosè e il Giudizio di Salomone agli Uffizi), per arrivare a un impasto cromatico più ricco e sfumato, memore della prospettiva aerea leonardiana (verosimilmente mutuata dalle opere dei leonardeschi a Venezia), ma anche delle suggestioni nordiche, della scuola danubiana. La straordinaria tessitura luminosa è leggibile, ad esempio, nella paziente tessitura del fogliame degli alberi e del loro contrasto con lo sfondo scuro delle nubi.
Giulio Carlo Argan evidenzia l'aspetto filosofico sotteso a quest'opera e scrive: "Appunto questa relazione profonda, vitale, irrazionale tra natura e humanitas costituisce la poesia di Giorgione: una poesia che ha anch'essa la sua determinazione storica nel panteismo naturalistico di Lucrezio".

## Ipotesi interpretative
Numerose sono le ipotesi sul significato dell'opera: da episodi biblici, come il ritrovamento di Mosè, a mitologici, Giove ed Io, ad allegorici, Fortuna, Fortezza e Carità.
Le possibili interpretazioni sono molte, ma nessuna di queste al momento sembra abbastanza soddisfacente. Ad esempio le interpretazioni basate sulla dualità (uomo-donna, città-ambiente naturale) hanno perso consistenza da quando è stato appurato radiograficamente che al posto dell'uomo era raffigurata una donna nuda.
Per esempio si riportano alcune letture differenti date da studiosi del XX secolo su quest'opera:
- Edgar Wind sostenne che la Tempesta sia un grande collage dove la figura maschile rappresenterebbe un soldato, simbolo di forza, mentre la figura femminile andrebbe letta come la Carità, dato che, nella tradizione romana, la carità era rappresentata da una donna che allatta. Forza e carità dovrebbero quindi convivere con i rovesci della natura (il fulmine);
- Gustav Friedrich Hartlaub ipotizzò invece che l'opera potesse avere significati alchemici (trasformazione del vile metallo in oro) per la presenza dei quattro elementi: terra, fuoco, acqua e aria;
- Maurizio Calvesi pensò ad un'unione tra cielo e terra, legata alle teorie neoplatoniche;
- Salvatore Settis, trovando invece un precedente in un rilievo dell'Amadeo sulla facciata della Cappella Colleoni (Condanna divina e destino dei progenitori dopo il Peccato originale) ritenne che le figure si potessero interpretare come Adamo, con una vanga, ed Eva che sta allattando Caino, dopo la cacciata dal Paradiso; il fulmine equivarrebbe alla spada fiammeggiante dell'angelo e il bagliore che questo produce alla presenza inequivocabile dell'Eterno che, adirato, allontana i peccatori; suggestiva è poi l'interpretazione data delle colonne spezzate e delle rovine antiche, che indicherebbero la caducità dei beni terreni e la mortalità dell'uomo. La tempesta diverrebbe così una metafora della condizione umana dopo il peccato, alla luce della dottrina cristiana.
- Erminio Morenghi, nel 2013, riprendendo un'ipotesi di Leonardo Cozzoli identifica la figura femminile come la Sibilla Tiburtina con in braccio il futuro imperatore Carlo V, mentre Massimiliano I d'Asburgo osserva la scena.[10][11]
- Ugo Soragni, direttore regionale per i Beni Culturali e Paesaggistici del Veneto, vede nel quadro un'allegoria della conquista di Padova da parte della Serenissima[12], avvenuta a metà del 1400. Enrico Guidoni e Antonio Boscardin, nel paesaggio riconoscono elementi dell'architettura padovana dell'epoca, in particolare "uno spaccato di Padova preso da una posizione a nord dell'antica porta Codalunga"[13] oppure "il fianco occidentale delle antiche mura carraresi, dove scorre il Meoacus, tra il castello di Ezzelino all'estrema destra del quadro e la zona esterna a Ponte Molino sullo sfondo" (Boscardin). Le prove a sostegno di questa tesi sarebbero la presenza dello stemma dei Carraresi, signori di Padova (il Carro con quattro ruote rosse inframmezzate da una stanga) sul muro della prima porta a destra; l'identificazione del ponte con il ponte di San Tommaso; la raffigurazione della Chiesa dei Carmini; la torre isolata che potrebbe essere la torre di Ezzelino[12]. Per quanto riguarda le figure umane, la donna simboleggerebbe la città di Padova spogliata di tutto e costretta ad allattare (a mantenere) la Serenissima (Padova raffigurata "adulta" perché fondata nel 1200 a.C., Venezia infante perché di origine molto più recente); mentre il soldato sarebbe uno Stradioto, soldato di ventura di origine albanese, utilizzato come mercenario dalla Repubblica di Venezia[14].
- Sergio Alcamo (2019), che per primo ha individuato nella tela un inedito quarto protagonista, un minuscolo angelo stante sul ponte in legno e mimetizzato tra la vegetazione retrostante[15], riconduce il soggetto dell’opera in un contesto sacro e biblico. Recuperando la lettura di Salvatore Settis (per il quale i personaggi principali sarebbero Adamo ed Eva allattante Caino dopo la cacciata da Paradiso Terrestre), Alcamo interpreta il dipinto come una allegoria della redenzione. E lo fa sulla scorta di alcuni specifici elementi: primo tra tutti il riconoscimento dell’asta cui si appoggia l’uomo/Adamo, che altro non è se non il “Bastone di Adamo”, il legno che in base ad alcune leggende medievali proveniva dall’Albero della conoscenza del bene e del male e che, dopo essere passato di mano in mano, divenne il legno della croce redentrice di Gesù; l’esatta identità del bimbo che succhia il latte dalla Donna/Eva: trattasi di Seth (Set), il terzogenito dei progenitori, un personaggio che riveste un ruolo fondamentale all’interno della Leggenda del legno della Croce. Alla figura di questo patriarca biblico, originariamente incluso nella composizione (il “viandante” emerso dalle radiografie) e poi eliminato nella stesura definitiva e sostituito con l’angelo, si ricollegano peraltro anche le due misteriose colonne di pietra che vanno riconosciute in quelle dette “dei figli di Seth”, emblema della conoscenza antidiluviana perduta e ricercata affannosamente dagli uomini di cultura nel Rinascimento. Alcamo ha individuato anche una possibile fonte letteraria utilizzata dall'artista o dal suo committente in un testo manoscritto di un anonimo francese del XII secolo, nel quale è descritto il Paradiso dopo la cacciata di Adamo ed Eva. In esso si narra che quando Seth vi si recò per chiedere l’olio della misericordia per il genitore in fin di vita, l’angelo che lo accolse gli rivolse queste parole: (traduzione di Arturo Graf): «Amico, infila qui la testa e vedrai l’afflizione e il danno che sono nel Paradiso Terrestre a causa di tuo padre. Nessun uccello vi canta né vi fa festa, il sole non vi splende né al mattino né alla sera, l’acqua non sgorga né fa rinverdire l’erba, non ci sono che tenebre e tempesta»; il che spiega il motivo del temporale - caratterizzato dal celebre fulmine - che incombe solo sullo sfondo del dipinto e gravante sulla città deserta (l’Eden). La croce redentrice di Cristo, che ritorna più volte evocata e sottintesa nei diversi elementi naturali, architettonici o metaforici distribuiti nella tela (ad esempio, il bianco volatile, che Alcamo suggerisce di identificare in un pellicano, simbolo cristologico di carità e di sacrificio) è il fulcro semantico dell’intera composizione che intende raffigurare una complessa allegoria della redenzione. Altri elementi ritenuti incongrui rispetto al tema di fondo (come il blasone dei Da Carrara, i signori di Padova) sono stati riesaminati in relazione alla personalità del presunto committente, Gabriele Vendramin, il più antico proprietario dell’opera, che possedeva il Castello di San Martino della Vaneza presso Padova, sulla cui torre troneggiava - allora come oggi - lo stemma dei Carraresi, e che Alcamo riconosce nella alta torre alle spalle della donna/Eva. La figura del patrizio e ricco mercante è stata riconsiderata dallo studioso da una prospettiva finora poco affrontata: il credo religioso. La sua particolare venerazione per la Croce e, al tempo stesso, il legame molto stretto con la chiesa di Santa Maria dei Servi a Cannaregio (luogo dove fu sepolto) e con l’omonimo ordine che l’officiava, ne fanno il committente più plausibile.

Al di là di qualsiasi lettura iconografica resta però lo straordinario senso per la natura, che forse mai prima aveva trovato un così esplicito ruolo da protagonista.

## Omaggi
- La Tempesta è il soggetto e il titolo di un romanzo dello scrittore contemporaneo Juan Manuel de Prada, che narra un rocambolesco e immaginario trafugamento dell'opera del Giorgione.
- Il dipinto è al centro anche del romanzo La tempesta - Il mistero di Giorgione di Paolo Maurensig[16].